# نظام أنابيب ألاسكا
نظام خط أنابيب ألاسكا العابر هو نظام أنابيب لنقل النفط الخام يغذي 11 محطة ضخ وعدة مئات من الأميال من خطوط الأنابيب المغذية، ومحطة فالديز البحرية. 
بني خط الأنابيب بين عامي 1974 و1977 بعد أزمة النفط في عام 1973 بعد الارتفاع الحاد في أسعار النفط في الولايات المتحدة.